# カーメロ・マレロ
カーメロ・マレロ（Carmelo Marrero、1981年1月26日 - ）は、アメリカ合衆国の男性総合格闘家。ペンシルベニア州フィラデルフィア出身。アメリカン・トップチーム所属。元CFFCヘビー級王者。
レスリングをバックボーンに持ち、グラウンド&パウンドを主なファイトスタイルとする。

## 来歴
2006年6月30日、CFFCヘビー級王座決定戦でペトラス・ウォーカーと対戦し、ドクターストップでTKO勝ちを収め王座獲得に成功した。

### UFC
2006年10月14日、UFC初参戦となったUFC 64でシーク・コンゴと対戦し判定勝ちを収めるが、続いて参戦したUFC 66でガブリエル・ゴンザーガに一本負けし、階級をそれまでのヘビー級からライトヘビー級に転向した。
2007年5月26日、転向後初戦となったUFC 71でウィウソン・ゴヴェイアにフロントチョークで一本負けし、UFCを離脱した。
2009年4月1日、UFC Fight Night: Condit vs. KampmannでUFCに復帰するも、ライアン・ベイダーに0-3の判定負けを喫した。

## 戦績
| 総合格闘技 戦績 | 総合格闘技 戦績 | 総合格闘技 戦績 | 総合格闘技 戦績 | 総合格闘技 戦績 | 総合格闘技 戦績 | 総合格闘技 戦績 |
| --------------- | --------------- | --------------- | --------------- | --------------- | --------------- | --------------- |
| 17 試合         | (T)KO           | 一本            | 判定            | その他          | 引き分け        | 無効試合        |
| 12 勝           | 2               | 5               | 5               | 0               | 0               | 1               |
| 4 敗            | 0               | 2               | 2               | 0               | 0               | 1               |

| 勝敗 | 対戦相手                     | 試合結果                               | 大会名                                                        | 開催年月日     |
| ○    | ブライアン・ヘーデン         | 3分3R終了 判定3-0                      | C3 Fights: Knockout-Rockout Weekend 4                         | 2010年7月17日  |
| ○    | ウェイン・コール             | 2R 2:37 ギロチンチョーク               | C3 Fights: Slammin Jammin Weekend 4                           | 2010年2月13日  |
| ×    | アントウェイン・ブリット     | 5分3R終了 判定0-3                      | Vendetta Fighting Championship: A Night of Vengeance          | 2009年9月5日   |
| ×    | ライアン・ベイダー           | 5分3R終了 判定0-3                      | UFC Fight Night: Condit vs. Kampmann                          | 2009年4月1日   |
| ○    | スティーヴ・スタインベイス   | 5分3R終了 判定3-0                      | WEC 36: Faber vs. Brown                                       | 2008年11月5日  |
| ○    | チャック・フース             | アンクルホールド                       | C3 Fights: Clash in Concho                                    | 2008年9月19日  |
| ○    | レイダー・マクヒュー         | 2R 2:48 チョークスリーパー             | C3 Fights: Showdown 2                                         | 2008年8月16日  |
| －   | マイク・シエスノレヴィッツ   | 1R 1:37 ノーコンテスト（バッティング） | IFL: New Jersey                                               | 2008年4月4日   |
| ○    | ラファエル・リアル           | 1R終了時 TKO（ドクターストップ）       | World Cagefighting Organization: Kerr vs. Gavin               | 2007年11月7日  |
| ×    | ウィウソン・ゴヴェイア       | 1R 3:06 フロントチョーク               | UFC 71: Liddell vs. Jackson                                   | 2007年5月26日  |
| ×    | ガブリエル・ゴンザーガ       | 1R 3:22 腕ひしぎ十字固め               | UFC 66: Liddell vs. Ortiz 2                                   | 2006年12月30日 |
| ○    | シーク・コンゴ               | 5分3R終了 判定2-1                      | UFC 64: Unstoppable                                           | 2006年10月14日 |
| ○    | ペトラス・ウォーカー         | 1R 2:43 TKO（ドクターストップ）        | Cage Fury Fighting Championships 1 【CFFCヘビー級王座決定戦】 | 2006年6月30日  |
| ○    | デイル・カーソン             | 2R 0:48 チョークスリーパー             | Mix Fighting Championship: Boardwalk Blitz                    | 2006年3月4日   |
| ○    | シャーマン・ペンダーガースト | 5分2R終了 判定3-0                      | Reality Fighting 9: Battle at the Beach 2005                  | 2005年8月6日   |
| ○    | クリス・ヴォロ               | 5分2R終了 判定3-0                      | Reality Fighting 8                                            | 2005年4月2日   |
| ○    | クリス・ディッポリト         | 1R 1:02 チョークスリーパー             | Reality Fighting 7                                            | 2004年10月16日 |

## 獲得タイトル
- 初代CFFCヘビー級王座（2006年）